# Microserica moultoni
Microserica moultoni är en skalbaggsart som beskrevs av Moser 1911. Microserica moultoni ingår i släktet Microserica och familjen Melolonthidae. Inga underarter finns listade i Catalogue of Life.